# Episodi di Climax! (terza stagione)
La terza stagione della serie televisiva Climax! è andata in onda negli Stati Uniti dal 4 ottobre 1956 al 26 settembre 1957 sulla CBS.
| nº | Titolo originale                 | Prima TV USA      |
| -- | -------------------------------- | ----------------- |
| 1  | Island in the City               | 4 ottobre 1956    |
| 2  | Journey into Fear                | 11 ottobre 1956   |
| 3  | The Midas Touch                  | 18 ottobre 1956   |
| 4  | Night of the Heat Wave           | 25 ottobre 1956   |
| 5  | Flight to Tomorrow               | 8 novembre 1956   |
| 6  | Night Shriek                     | 15 novembre 1956  |
| 7  | The Chinese Game                 | 22 novembre 1956  |
| 8  | The Secret Thread                | 29 novembre 1956  |
| 9  | Savage Portrait                  | 6 dicembre 1956   |
| 10 | Strange Hostage                  | 20 dicembre 1956  |
| 11 | Ten Minutes to Curfew            | 27 dicembre 1956  |
| 12 | Carnival at Midnight             | 3 gennaio 1957    |
| 13 | The Gold Dress                   | 17 gennaio 1957   |
| 14 | Circle of Destruction            | 24 gennaio 1957   |
| 15 | The Trouble at No. 5             | 31 gennaio 1957   |
| 16 | The Stalker                      | 7 febbraio 1957   |
| 17 | Stain of Honor                   | 14 febbraio 1957  |
| 18 | The Long Count                   | 21 febbraio 1957  |
| 19 | And Don't Ever Come Back         | 28 febbraio 1957  |
| 20 | Night of a Rebel                 | 7 marzo 1957      |
| 21 | Let It Be Me                     | 21 marzo 1957     |
| 22 | Strange Sanctuary                | 28 marzo 1957     |
| 23 | Don't Touch Me                   | 4 aprile 1957     |
| 24 | The Mad Bomber                   | 18 aprile 1957    |
| 25 | Avalanche at Devil's Pass        | 25 aprile 1957    |
| 26 | Strange Deaths at Burnleigh      | 2 maggio 1957     |
| 27 | Bait for the Tiger               | 16 maggio 1957    |
| 28 | The Hand of Evil                 | 23 maggio 1957    |
| 29 | The Disappearance of Amanda Hale | 30 maggio 1957    |
| 30 | Mr. Runyon of Broadway           | 6 giugno 1957     |
| 31 | The Man Who Stole the Bible      | 13 giugno 1957    |
| 32 | A Taste for Crime                | 20 giugno 1957    |
| 33 | The Trial of Captain Wirtz       | 27 giugno 1957    |
| 34 | Locked in Fear                   | 4 luglio 1957     |
| 35 | Payment for Judas                | 11 luglio 1957    |
| 36 | Walk a Tightrope                 | 18 luglio 1957    |
| 37 | The High Jungle                  | 25 luglio 1957    |
| 38 | The Giant Killer                 | 1º agosto 1957    |
| 39 | Trail of Terror                  | 8 agosto 1957     |
| 40 | Murder Is a Witch                | 15 agosto 1957    |
| 41 | The Stranger Within              | 22 agosto 1957    |
| 42 | Deadly Climate                   | 29 agosto 1957    |
| 43 | Trial by Fire                    | 5 settembre 1957  |
| 44 | The Secret of the Red Room       | 12 settembre 1957 |
| 45 | Necessary Evil                   | 19 settembre 1957 |
| 46 | Along Came a Spider              | 26 settembre 1957 |

## Island in the City
- Prima televisiva: 4 ottobre 1956

### Trama
- Interpreti: Eduardo Ciannelli (Martinez), Doris Dowling (Alicia), James Gregory (dottor Froelich), Sal Mineo (Miguel), Ricardo Montalbán (Joe Bermudes), Murvyn Vye (Willy Martinez)

## Journey into Fear
- Prima televisiva: 11 ottobre 1956

### Trama
- Interpreti: Anthony Dexter (Jose), John Forsythe (Graham Johnson), Eva Gabor (Josette), Arnold Moss (Haller)

## The Midas Touch
- Prima televisiva: 18 ottobre 1956

### Trama
- Interpreti: Walter Abel (Stewart), George Dolenz (Cortino), Margaret Hayes (Sylvia), Anna Navarro (Teresa), Robert Preston (Cleve Gordon)

## Night of the Heat Wave
- Prima televisiva: 25 ottobre 1956

### Trama
- Interpreti: Edward Andrews (Arnold), Kurt Kasznar (Karfas), Darren McGavin (Walter), Phyllis Thaxter (Mary)

## Flight to Tomorrow
- Prima televisiva: 8 novembre 1956

### Trama
- Interpreti: Richard Arlen (Nevers), Steve Forrest (Ben), Cedric Hardwicke (Danielson), Rex Ingram (Petraca), Terry Moore (Chris), Yma Sumac (Maria Santez)

## Night Shriek
- Prima televisiva: 15 novembre 1956

### Trama
- Interpreti: Brian Aherne (David), Edward Ashley (John Fenton), Joanne Dru (Nancy), Isobel Elsom (Lady Grey)

## The Chinese Game
- Prima televisiva: 22 novembre 1956

### Trama
- Interpreti: Macdonald Carey (Harry Belgard), Constance Ford (Helen), Rita Moreno (Irene), Harry Townes (Arthur Cook), Anna May Wong (impiegato)

## The Secret Thread
- Prima televisiva: 29 novembre 1956

### Trama
- Interpreti: Anna Maria Alberghetti (Edna), John Drew Barrymore (Matt), Richard Carlson (Cass Terhgune), Elisha Cook Jr. (Pop), Jan Merlin (Gus)

## Savage Portrait
- Prima televisiva: 6 dicembre 1956

### Trama
- Interpreti: Raymond Burr (sergente Ben Gurnick), John Cassavetes (Abel Wintery), Marie Windsor (Vivian Cummings), Joanne Woodward (Katherine)

## Strange Hostage
- Prima televisiva: 20 dicembre 1956

### Trama
- Interpreti: Richard Eyer (Muldoon), Raymond Massey (Doc Woodward), Vic Morrow (Ted), Lori Nelson (Mary)

## Ten Minutes to Curfew
- Prima televisiva: 27 dicembre 1956

### Trama
- Interpreti: Neville Brand, Susan Kohner, Dewey Martin

## Carnival at Midnight
- Prima televisiva: 3 gennaio 1957

### Trama
- Interpreti: Buddy Ebsen (Ben), Peter Graves (Stanley), Oskar Homolka (Christy Christakos), Debra Paget (Natalie)

## The Gold Dress
- Prima televisiva: 17 gennaio 1957

### Trama
- Interpreti: Florenz Ames, Leif Erickson (Richard Carmichael), June Lockhart (Jean Patterson), Cameron Prud'Homme (giudice Marshall), Bartlett Robinson, Sylvia Sidney (Louella Wheedron)

## Circle of Destruction
- Prima televisiva: 24 gennaio 1957

### Trama
- Interpreti: Harry Bellaver (Benny), Beulah Bondi (Mrs. Jordan), Skip Homeier (Tim), Joe Mantell (Chet Martin), Peggy Maurer (Kathy O'Conner), Dale Robertson (Nicky Jordan), Karen Steele (Lee Rogers)

## The Trouble at No. 5
- Prima televisiva: 31 gennaio 1957

### Trama
- Interpreti: Patricia Collinge (Mrs. Rampage), Lisa Daniels (Celia Martin), Ann Harding (Mrs. Roach), Reginald Owen (dottore), Jacques Sernas (Martin)

## The Stalker
- Prima televisiva: 7 febbraio 1957

### Trama
- Interpreti: Marilyn Erskine (Ann Miller), Jay C. Flippen (Ed Bagley), James Whitmore (Tom Miller)

## Stain of Honor
- Prima televisiva: 14 febbraio 1957

### Trama
- Interpreti: Johnny Crawford, Wallace Ford (Samuel Cramer), Lee Marvin ('Little Man' Brush), Betsy Palmer (Fran Coates), Don Taylor (Julian Coates)

## The Long Count
- Prima televisiva: 21 febbraio 1957

### Trama
- Interpreti: Jacques Bergerac (Guy Pirard), Helmut Dantine (Daniel), John Ericson (Lindy Jackson), Viveca Lindfors (Solange Tanbeau), William Lundigan (se stesso  - presentatore), Paul Stewart (Dave Hennessey)

## And Don't Ever Come Back
- Prima televisiva: 28 febbraio 1957

### Trama
- Interpreti: Richard Boone (Jarech), Kathleen Crowley (Sally), Gene Lockhart (Henry Anderson), Elizabeth Patterson (Nellie Eldredge), Everett Sloane (Dave Dixon)

## Night of a Rebel
- Prima televisiva: 7 marzo 1957

### Trama
- Interpreti: Eduardo Ciannelli (Mr. Brenero), Sterling Holloway (Tobias), John Kerr (Poggi), Margaret O'Brien (Chip), Harry Townes (Mr. Stagg), Benay Venuta (Mrs. Stagg)

## Let It Be Me
- Prima televisiva: 21 marzo 1957

### Trama
- Interpreti: Eddie Albert (Barney Kanda), Jill Corey (Linda Wallis), Steve Forrest (Pete Mayer), Maureen O'Sullivan (Miriam), Charles Ruggles (Dan Genessen)

## Strange Sanctuary
- Prima televisiva: 28 marzo 1957

### Trama
- Interpreti: Michael Rennie (Sean 'Irish' Dillon), Cesar Romero (Miguel), Rita Moreno (Maria), Osa Massen (Sorella Veronica), Noah Beery Jr. (sceriffo Russell), James Westerfield (dottor Smith), Stacy Harris (Winkler), Mack Williams (Ira Bates), Fred Graham (Yank), Jim Hayward (John), Alan Roberts (Jose), Henry Wills (rapinatore di banche), Hank Worden (Hank, the bartender)

## Don't Touch Me
- Prima televisiva: 4 aprile 1957

### Trama
- Interpreti: Mildred Dunnock (Zia Ida), Henry Silva (Marc), Warren Stevens (Phil), Shelley Winters (Carol)

## The Mad Bomber
- Prima televisiva: 18 aprile 1957

### Trama
- Interpreti: Jim Backus (detective Herman), Anne Bancroft (Elena), Theodore Bikel (Martin Humphries), Dane Clark (detective Nick Vallejo), Estelle Winwood (Mrs. Humphries)

## Avalanche at Devil's Pass
- Prima televisiva: 25 aprile 1957

### Trama
- Interpreti: Edgar Buchanan (Spencer), Judith Evelyn (Lydia), Wanda Hendrix (Maggie), John Ireland (Greg), Vincent Price (dottor Farrin)

## Strange Deaths at Burnleigh
- Prima televisiva: 2 maggio 1957

### Trama
- Interpreti: Cedric Hardwicke (Dr, Martin Crandall), Michael Rennie (James MacLennan), Joan Tetzel (Ann Laird)

## Bait for the Tiger
- Prima televisiva: 16 maggio 1957

### Trama
- Interpreti: Anna Maria Alberghetti (Angele Corton), Corinne Calvet (Anna), Steve Cochran, Carl Esmond (Paul Ehrenhardt), Peter Lawford (Tom Welles), Otto Waldis

## The Hand of Evil
- Prima televisiva: 23 maggio 1957

### Trama
- Interpreti: Mary Anderson (Nora), John Forsythe (Tommy Jordan), Vera Miles (Sally Jordan)

## The Disappearance of Amanda Hale
- Prima televisiva: 30 maggio 1957

### Trama
- Interpreti: Lloyd Bridges (Jay Brackett), Verna Felton (infermiera), Miriam Hopkins (Amanda Hale), Carolyn Jones (Helen), John Larch (tassista), Douglas Odney (Leading Man), Alexander Scourby (Frank Martin)

## Mr. Runyon of Broadway
- Prima televisiva: 6 giugno 1957

### Trama
- Interpreti: Ralph Bellamy (Damon Runyon), Jay C. Flippen (Happy), Leo Fuchs (Moe), Joi Lansing (Lucy), Jack Lord (Charlie Mullaney), Jesse White (Philly)

## The Man Who Stole the Bible
- Prima televisiva: 13 giugno 1957

### Trama
- Interpreti: Henry Corden, Sally Forrest, Roberta Haynes, Eugene Iglesias, Guy Madison, Peter Whitney, H. M. Wynant

## A Taste for Crime
- Prima televisiva: 20 giugno 1957

### Trama
- Interpreti: Beverly Garland (Daisy), Marsha Hunt (Ann Williams), Peter Lorre (Benny Kellerman), Michael Rennie (dottor Fitzroy)

## The Trial of Captain Wirtz
- Prima televisiva: 27 giugno 1957

### Trama
- Interpreti: Robert Bice, Robert Burton, William Challee, Stacy Harris, Charlton Heston (Chipman), Brian G. Hutton, Barney Phillips, Phillip Price, William Schallert (David), Everett Sloane (capitano Henry Wirtz), Arthur Space, Harry Townes (Baker)

## Locked in Fear
- Prima televisiva: 4 luglio 1957

### Trama
- Interpreti: John Baragrey (Norman), Eddie Bracken (Ira), Dean Harens (Michael), Agnes Moorehead (Irene), Gloria Talbott (Carol)

## Payment for Judas
- Prima televisiva: 11 luglio 1957

### Trama
- Interpreti: Cameron Mitchell, Phyllis Thaxter

## Walk a Tightrope
- Prima televisiva: 18 luglio 1957

### Trama
- Interpreti: Neville Brand (Killer), Laraine Day (Ellen Parker), Leif Erickson (Doug Randell)

## The High Jungle
- Prima televisiva: 25 luglio 1957

### Trama
- Interpreti: Mary Astor (Clarissa Bowman), Barry Atwater (Ralph Greeves), Charles Bickford (Martin Seaford), Alexander Scourby (David Potter)

## The Giant Killer
- Prima televisiva: 1º agosto 1957

### Trama
- Interpreti: Dane Clark (Harry Harper), Jerry Colonna (Stan), Inger Stevens (Marge), Shepperd Strudwick (Bert)

## Trail of Terror
- Prima televisiva: 8 agosto 1957

### Trama
- Interpreti: Kurt Kasznar (Duclerc), Diana Lynn (Julie Morton), Robert Preston (tenente Hogue)

## Murder Is a Witch
- Prima televisiva: 15 agosto 1957

### Trama
- Interpreti: Mona Freeman (Sylvia Marshall), Nancy Kelly (Irene Marshall), Dean Stockwell (Les Marshall)

## The Stranger Within
- Prima televisiva: 22 agosto 1957

### Trama
- Interpreti: Kathleen Crowley (Jeanne Warren), Charles Korvin (dottor Andre Demerre), Rita Moreno (Denise Cardoza), George Nader (Harry Parker), Regis Toomey (Fred Warren)

## Deadly Climate
- Prima televisiva: 29 agosto 1957

### Trama
- Interpreti: Edgar Buchanan, Nina Foch (Caroline Emmet), Kevin McCarthy (Hal Carmichael), Warren Stevens (Henry Oliver), Estelle Winwood (Mrs. Oliver)

## Trial by Fire
- Prima televisiva: 5 settembre 1957

### Trama
- Interpreti: Malcolm Brodrick (Eddie), Linda Darnell (Helen Randall), Byron Foulger (Frank Steel), Harry Townes (Don Randall), Forrest Tucker (Chips Murphy)

## The Secret of the Red Room
- Prima televisiva: 12 settembre 1957

### Trama
- Interpreti: Anna Maria Alberghetti (Kate), Judith Evelyn (infermiera Helm), Arthur Franz, Robert H. Harris, Una Merkel (Maud), Michael Rennie (Lorenzo)

## Necessary Evil
- Prima televisiva: 19 settembre 1957

### Trama
- Interpreti: Lon Chaney Jr., Victor Jory (John Coulter), Dewey Martin (Tom Coulter), Margaret O'Brien (Angie Hawley)

## Along Came a Spider
- Prima televisiva: 26 settembre 1957

### Trama
- Interpreti: Don Dubbins (Chris Barker), Leif Erickson (Richard Moore), Ruth Hussey (Alice Moore), Jeanette Nolan (Mrs. Barker), Natalie Trundy (Sally Moore)